# Allonnes (Eure-et-Loir)
Allonnes è un comune francese di 321 abitanti situato nel dipartimento dell'Eure-et-Loir nella regione del Centro-Valle della Loira.

## Società

### Evoluzione demografica
Abitanti censiti